# Бой при Мартинике (1779)
Бой при Мартинике (1779) — стычка между кораблями английского и французского дивизионов на фоне проводки конвоя, в районе острова Мартиника, во время Американской революционной войны.

## Предыстория
Осенью 1779 года английский флот в Вест-Индии под командованием адмирала Хайд Паркера стоял на якоре в Сент-Люсии (захваченной годом ранее), в то время как французский флот под командованием адмирала Туссен-Гийома де ла Мотт-Пике́ (фр. Toussaint-Guillaume de la Motte-Picquet) проходил ремонт на близлежащей Мартинике. Паркер ожидал прибытия адмирала Джорджа Родни, который должен был вести кампанию 1780 года. Его флот занимался в основном отдыхом и ремонтом, экипажи некоторых кораблей сошли на берег.

## Столкновение
Около 8 часов утра 18 декабря, HMS Preston, который патрулировал пролив между двумя островами, дал сигнал, предупреждая о появлении неизвестного флота. Паркер немедленно скомандовал выходить, и ему удалось вывести 5 линейных кораблей и один 50-пушечный навстречу неизвестным, которые оказались французским конвоем, предназначенным для Мартиники. Раньше чем Ла Мотт-Пике смог собрать несколько кораблей для отпора, Паркеру удалось захватить 9 транспортов из конвоя, и загнать еще 4 на берег.
Ла Мотт-Пике вышел со стоянки у Форт-Ройял со своим флагманом Annibal (74) и двумя 64-пушечными кораблями, Vengeur и Réfléchi. Поскольку он подходил с наветра, он смог прикрыть отход остальных судов конвоя. Британский отряд, с HMS Conqueror во главе, начал лавировать против ветра, для сближения с французским. К 5 вечера Conqueror пришел на дальность стрельбы Annibal, и между ними двумя завязался бой, к которому впоследствии присоединились другие французские корабли.
Ближе к вечеру HMS Albion также продошел на дальность выстрела, но бой к тому времени сместился к мелям вблизи Форт-Ройял, и французский конвой попал под защиту пушек порта. В 6:45 пополудни Паркер наконец отозвал свои корабли, но последним залпом французов был убит капитан Conqueror, Уолтер Гриффит (англ. Walter Griffith).

## Последствия
Поведение Ла Мотта во время боя впечатлило Хайд Паркера настолько, что он отправил поздравление своему противнику, когда они получили возможность обменяться письмами во время перемирия:

Поведение Вашего превосходительства 18-го сего месяца полностью подтверждает репутацию, коей вы пользуетесь среди нас, и уверяю вас, что будучи свидетелем, не мог не завидовать умению, вами проявленному при сей оказии. Вражда наша временна и зависит от воли наших хозяев; но достоинство ваше запечатлено в моем сердце величайшим восхищением.
Оригинальный текст (англ.)The conduct of your Excellency in the affair of the 18th of this month fully justifies the reputation which you enjoy among us, and I assure you that I could not witness without envy the skill you showed on that occasion. Our enmity is transient, depending upon our masters; but your merit has stamped upon my heart the greatest admiration for yourself.

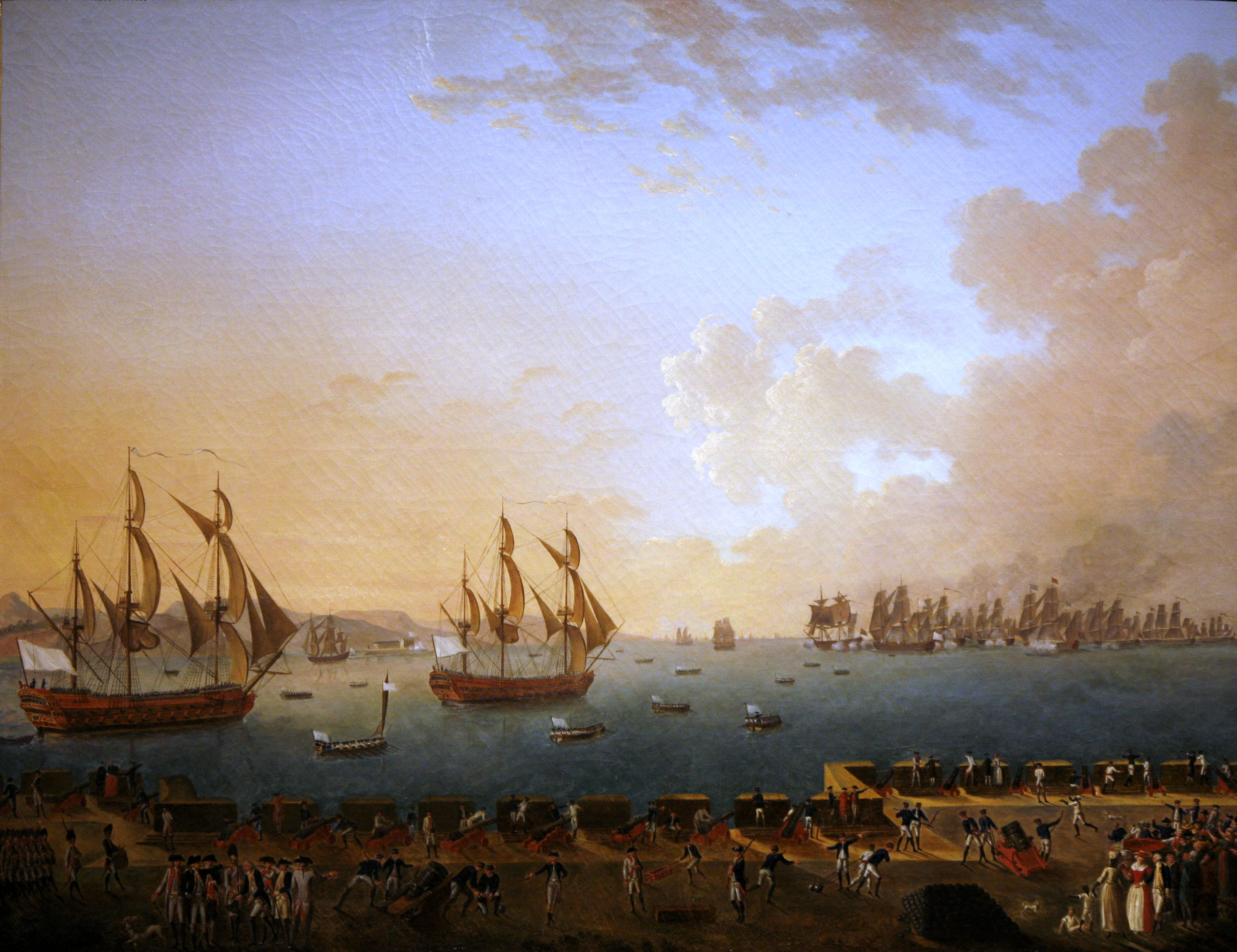
Картина Огюста-Луи де Росселя де Серси, изображающая Бой при Мартинике

На общем же фоне войны, стычка осталась стычкой. В конце марта 1780 года командование Подветренной эскадрой принял прибывший из Европы Родни. Почти одновременно с французской стороны в командование вступил де Гишен.